# 後藤勇吉 (小惑星)
後藤勇吉（ごとうゆうきち 、7618 Gotoyukichi）は、小惑星帯に位置する小惑星である。
1997年1月、群馬県大泉町のアマチュア天文家 小林隆男が発見した。

## 名称
日本の民間航空黎明期のパイロット後藤勇吉（1896年 - 1928年）に因んで命名された。
宮崎県延岡市出身の後藤は、日本初の旅客飛行（1922年）を行うなど、日本航空界の草分けとして多くの業績を残した。太平洋横断飛行計画の訓練中に墜落死した。

## 註
1. ↑  MPC 49097（2003年6月14日）